# Rafael del Riego
Pour les articles homonymes, voir Riego.
 (décembre 2022).
Si vous disposez d'ouvrages ou d'articles de référence ou si vous connaissez des sites web de qualité traitant du thème abordé ici, merci de compléter l'article en donnant les références utiles à sa vérifiabilité et en les liant à la section « Notes et références ».
Rafael del Riego y Flórez (ou Rafael del Riego y Nuñez), né le 9 avril 1784 ou le 24 octobre 1785, à Tineo (Asturies, Espagne) et mort le 7 novembre 1823 à Madrid, est un général espagnol et un homme politique libéral. Il donna son nom au célèbre hymne du XIXe siècle, connu comme Himno de Riego, adopté par les libéraux pendant la monarchie constitutionnelle, et plus tard, par les républicains espagnols.

## Biographie

### Jeunesse
Del Riego est né le 9 avril 1784 ou le 24 octobre 1785, d'une famille asturienne noble et cultivée et de père gentilhomme et poète. Il fait ses études à l'université d'Oviedo. 

### Les guerres franco-espagnoles
Lors de l’invasion française de 1807, il part pour Madrid, où il rejoint l'armée pour s’enrôler dans le régiment des Asturies. En 1808, pendant la guerre d'indépendance espagnole, il est capturé par les Français et emprisonné au palais de l'Escurial, d'où il parvient ensuite à s'échapper. 
Le 10 novembre, il participe à la bataille d'Espinosa, après laquelle il est à nouveau fait prisonnier. Trois jours plus tard, il est transféré en France, et finalement libéré. Il en profite pour voyager en Angleterre et dans les États allemands, avant de retourner en Espagne en 1814 pour rejoindre à nouveau l'armée, avec le grade de lieutenant-colonel dans son ancien régiment.

### Guerre civile
Pendant les six ans de monarchie absolue que connut l'Espagne, il rejoignit les francs-maçons et les libéraux dans un vaste mouvement de conspiration contre le roi Ferdinand VII. 
En 1819, le roi mit sur pied 10 bataillons pour aller combattre les mouvements indépendantistes en Amérique du Sud. La portion de ce corps des Asturies où il commandait fut dirigée vers Cadix, comme faisant partie de l’armée destinée à une expédition contre les colonies d’Amérique qu’on songeait à reconquérir.
Toutefois, après son arrivée à Cadix, Riego, qui s’était affilié au complot tramé par les colonels Quiroga, Arcos-Aguero et Miguel López de Baños  (es), se chargea, après l’arrestation de ces chefs, trahis et dénoncés par le comte de l’Abisbal O'Donnell, de lever l’étendard de l’insurrection.
Il organisa une mutinerie le 1er janvier 1820 où il proclame, au village de Las Cabezas de San Juan, où est stationné son bataillon, le rétablissement de la Constitution de Cadix (constitution de 1812), passée à la postérité comme « pronunciamiento de Riego ». Il va immédiatement propager le mouvement donné à Arcos de la Frontera, puis à Ascala de las Gazulès, où il délivre Quiroga, et, de concert avec celui-ci, dirige ses forces, incessamment accrues, vers les travaux de la Cortadura, langue de terre qui unit Cadix au continent. Ce conflit fut désigné plus tard par les historiens sous le nom de guerre d'Espagne de 1820-1823. Le soulèvement est le premier à avoir été internationalement connu sous le qualificatif de « pronunciamiento » et marque le début d'une longue série dans l'Espagne du XIXe siècle.
Après des tentatives dont l’unique résultat fut la prise d’un arsenal, Riego se détermina à entreprendre une invasion dans l’intérieur du royaume. À la tête de 1 500 hommes, il se porte vers Algésiras, traverse toute l’Andalousie. Les troupes de Riego marchèrent sur les principales villes d'Andalousie, dans l'espoir de provoquer une insurrection anti-royaliste, mais la population locale manifesta une certaine indifférence. En revanche une révolte éclata en Galice et se propagea rapidement à travers l'Espagne.

### Succès
Il est poursuivi jusqu’à Malaga par un corps, sous les ordres du comte général O'Donnell, et là, assez maltraité dans un combat qu’il n’a pu éviter. Le 7 mars 1820, le palais royal de Madrid fut encerclé par les soldats du général Ballesteros, et dès le 10 mars, le roi accepta de rétablir la constitution.
Il allait être abandonné de presque tous les siens, lorsqu’il apprend (mars 1820) qu’enfin la constitution proclamée à la Corogne et à Madrid vient d’être acceptée par le roi. Ce prince ne dédaigna pas de prodiguer des marques de sa bienveillance à Riego, dont la marche jusqu’à Madrid eut une sorte de solennité triomphale. 
Le nouveau gouvernement « progressiste » éleva Riego au grade de maréchal de camp et le nomma capitán general de la Galice. Le 8 janvier 1821, il reçut le commandement de l'Aragon, et partit pour Saragosse. Le 18 juin de la même année, il épousa sa cousine Maria Teresa del Riego y Bustillos. 
Cependant une réaction se fit bientôt sentir dans la marche du gouvernement, fortement dénoncée par Riego. Le 4 septembre 1821, à la suite de l'échec d'une insurrection républicaine, il fut accusé à tort de républicanisme et emprisonné. Il se vit destitué et envoyé en exil à Lérida, sous le prétexte d’un mouvement démocratique qui éclata à Saragosse, chef-lieu de son gouvernement.
Cette disgrâce, à laquelle il mit fin en publiant un Mémoire justificatif de sa conduite, accrut à tel point la popularité de Riego que son nom devint parmi les comuneros un cri de ralliement. Des manifestations eurent lieu à Madrid pour réclamer sa libération. Les élections de mars 1822 le portèrent aux Cortes Generales, le Parlement espagnol, ce qui accéléra sa sortie de prison. Il y siégea alors pour la première fois ; il en fut aussitôt nommé président, et s’acquitta de ses fonctions avec plus de talent qu’on ne l’eût espéré.
En décembre 1822, au congrès de Vérone, les pays de la Sainte-Alliance jugèrent qu'une Espagne républicaine serait une menace pour l'équilibre européen, et la France fut désignée pour aller y réintroduire la monarchie absolue.

### Intervention étrangère
Le 7 avril 1823, l'expédition française franchit la frontière. À l’approche de l’armée française, Riego vota, conformément à un article exprès de la constitution, la suspension provisoire de l’autorité royale en même temps que celle de l’assemblée des cortès, qui furent l’une et l’autre remplacées par une régence durant la translation du gouvernement de Séville à Cadix. Riego prit le commandement de la 3e Armée, et résista aux envahisseurs avec l'appui de groupes loyalistes locaux. Envoyé ensuite pour remplacer le général Zaias dans le commandement des troupes stationnées à Malaga, il y débarqua le 17 août, réunit aussitôt 3 000 hommes, qu’il conduisit vers les cantonnements de Ballesteros, fit arrêter ce général par ses soldats après s’être assuré qu’il trahissait la cause des cortès, mais se vit lui-même obligé de renoncer à son entreprise par l’arrivée d’une division française.
D’échecs en échecs, il se replia vers la province de Jaén, espérant gagner les montagnes ; l’ennemi ne lui en laissa pas le temps : un autre corps français, parti d’Andujar, le vint placer entre deux feux. Les siens se débandèrent ; il fut grièvement blessé, et ne parvint qu’avec peine à échapper à ses vainqueurs. L’infortuné général, accompagné seulement de deux officiers, erra d’abord pendant deux jours sans guide à travers les sentiers les moins fréquentés ; et bientôt après, un ermite de la Torrer-de-Pedro-Gil et un habitant de Vilches, que la nécessité l’avait obligé de prendre pour conducteurs, se hâtèrent de le livrer le 15 septembre avec ses compagnons au magistrat d’Arquillos, et cet alcade les fit conduire tous trois garrottés à la Caroline. Arraché aux cachots de cette ville sur la réclamation d’un officier français pour être dirigé sur le quartier général à Andujar, Riego ne lui fut livré que pour être remis presque aussitôt aux agents du parti dont il avait si généreusement mérité l’implacable haine.

### Condamnation à mort
On l’envoya à Madrid pour être jugé, et il est digne de remarquer qu’on se contenta, pour établir la procédure, du fait qu’il avait voté la suspension du roi à Cadix. Bien qu'une amnistie générale ait été décrétée, la cour royale jugea Riego coupable de trahison, étant donné qu'il était un des membres du parlement s'étant exprimé en faveur de la réduction des prérogatives du roi.
Le 4 novembre 1823, au milieu de la nuit, Riego fut transféré à la prison de la Tour ; le lendemain à midi, on le conduisit à la chapelle, assisté de deux moines. Le 7 novembre 1823, à midi et demi, il fut traîné à l’échafaud au milieu des cris de la populace. Il fut pendu sur la place de la Cebada, à Madrid. Le soir, son cadavre fut transporté dans une église voisine et enterré au Campo Santo par la confrérie de la Charité.
Le supplice de Riego fit beaucoup de sensation en France et en Angleterre. L’épouse du général et son oncle, Don Miguel del Riego, chanoine d’Oviedo, qui s’étaient réfugiés à Londres, sollicitèrent par lettres l’ambassadeur de France, M. le prince de Polignac, et le ministre des affaires étrangères de France, essayant d’obtenir l’intervention du gouvernement français auprès de Ferdinand VII en faveur du général Riego. L’ambassadeur français répondit avec quelque politesse, mais le ministre des affaires étrangères ne daigna faire aucune réponse.
L’Himno de Riego, une chanson écrite à la mémoire de Riego, devint l'hymne de la Seconde République espagnole (1931-1939). Son portrait est toujours accroché au parlement.